# جيريمي جاكسون (عالم الأحياء البحرية)
جيريمي جاكسون (بالإنجليزية: Jeremy Jackson)‏ هو عالم الأحياء البحرية أمريكي، ولد في 13 نوفمبر 1942 في لويفيل في الولايات المتحدة.